# همبرگر ۱۰۰ دلاری
همبرگر ۱۰۰ دلاری ("همبرگر صد دلاری") یک اصطلاح عامیانه هوانوردی برای بهانه ای است که یک خلبان هوانوردی عمومی برای پرواز استفاده می‌کند.

## پیش زمینه
یک سفر همبرگر ۱۰۰ دلاری معمولاً شامل پرواز در مسافت کوتاه (کمتر از دو ساعت)، غذا خوردن در رستوران فرودگاه و سپس پرواز به خانه است. «۱۰۰ دلار» در ابتدا به هزینه تقریبی اجاره یا راه اندازی یک هواپیمای سبک هوانوردی عمومی، مانند سسنا ۱۷۲، برای مدت زمانی که برای پرواز رفت و برگشت به فرودگاه نزدیک نیاز داشت، اشاره داشت. با این حال، افزایش قیمت سوخت از آن زمان باعث افزایش هزینه‌های عملیاتی ساعتی برای بیشتر هواپیماها شده‌است، و یک سسنا ۱۷۲ در حال حاضر ۹۵ تا 180 آمریکا برای هر ساعت هابس، از جمله سوخت، هزینه دارد.
در پرت، استرالیای غربی، ذهنیت مشابهی منجر به «روتو بان ران» شد. گروهی از خلبانان که در روز جمعه خوب، نان‌های کراس داغ تمام شده بودند، تصمیم گرفتند به نزدیک‌ترین نانوایی روباز در جزیره روتنست پرواز کنند. این اجرا اکنون یک رویداد خیریه سالانه است.